# Austroepigomphus
Genre
Austroepigomphus  est un genre de libellules dans la famille des Gomphidae appartenant au sous-ordre des Anisoptères dans l'ordre des Odonates.

## Liste d'espèces
Ce genre comprend 4 espèces :
- Austroepigomphus gordoni (Watson, 1962)
- Austroepigomphus melaleucae (Tillyard, 1913)
- Austroepigomphus praeruptus (Selys, 1858)
- Austroepigomphus turneri Martin, 1901